# Матросово (аэродром)
Матросово — заброшенный военный аэродром на о. Сахалин, принадлежавший авиации Тихоокеанского флота. Так же известен под названиями «Возвращение» (по названию рядом расположенного посёлка (военного городка, ныне не существующего) и «Забайкалец» (село в трёх километрах южнее аэродрома).

## Расположение
Аэродром расположен в Поронайском городском округе Сахалинской области, пять км. южнее с. Матросово (яп. — Хаттои).

## История
Аэродром был построен японцами в годы Второй мировой войны. На аэродроме имелась бетонная ВПП 1200 х 80 метров, гравийные рулёжные дорожки и порядка 24 рассредоточенных самолётных стоянок. При отступлении японцы привели ВПП в негодность, взорвав её.
В послевоенные годы на аэродроме дислоцировался 368-й истребительный авиационный Берлинский ордена Александра Невского полк. В связи с сокращением ВС СССР 23 июля 1960 года полк был расформирован, аэродром был передан в структуру ВМФ.
В дальнейшем аэродром использовался как запасной, и как аэродром рассредоточения, а также для обучения лётчиков взлёту и посадке на грунтовые ВПП.
Аэродром не эксплуатируется с конца 80-х годов прошлого века.